# Gu Zihao
Gu Zihao (Xiantao, 22 marzo 1998) è un goista cinese, 9-dan.
Allievo di Bi Xuejun 5d, Yan An 7d e Li Chunhua 4d, è diventato professionista 2010, ricevendo la promozione a 5 dan nel luglio 2016. Ha partecipato nel 2012 alla Weijia League.
Nel 2015 ha vinto il Campionato nazionale individuale di go cinese; nello stesso anno ha sconfitto il sudcoreano Shin Jin-seo per vincere la seconda edizione della Coppa Limin.
Nel 2016 ha partecipato alla terza Coppa Bailing. Nello stesso anno è arrivato quarto nell'undicesima Coppa Chunlan, sconfitto dal connazionale Ke Jie.  Il 7 dicembre, dopo aver perso la prima partita, ha infine sconfitto il connazionale Tang Weixing 2-1 e ha vinto la 22ª edizione della Samsung Fire Cup, diventando il più giovane detentore di un titolo internazionale.
Nel settembre 2020 ha sconfitto Lin Xiao, conquistando così la quinta edizione della CCTV Cup.
Nell'aprile 2021 ha sconfitto per 2-1 Yang Dingxin, strappandogli il titolo di Tianyuan. A dicembre ha vinto la Agon Cup Cina-Giappone contro il giapponese Kyo Kagen e ha perso contro Ding Hao la finale della GBA Cup.
Nel febbraio 2023 ha partecipato alla 24ª edizione della Nongshim Cup come ultimo membro della squadra cinese (quello più forte): rimasto da solo contro tre sudcoreani, ha sconfitto prima Park Jung-hwan e poi Byun Sang-il, ma nella partita decisiva ha dovuto cedere a Shin Jin-seo, concedendo la vittoria alla squadra sudcoreana. Ad agosto, però, si è preso la rivincita su Shin, sconfiggendolo per 2-1 in rimonta e aggiudicandosi la prima edizione della Quzhou-Lanke Cup. A ottobre ha perso contro Yang Dingxin la finale della Coppa Ahan Tongshan.
A febbraio 2024, nel corso della 25ª edizione della Nongshim Cup, Gu si è nuovamente trovato a essere schierato come giocatore più forte dalla squadra cinese: ha nuovamente affrontato in finale Shin (che era reduce da cinque vittorie consecutive, quattro contro avversari della squadra cinese), e ha dovuto nuovamente concedergli la vittoria per sé e per la squadra sudcoreana. Ad agosto Gu ha nuovamente raggiunto la finale della Quzhou-Lanke Cup World Go Open, nuovamente contro Shin Jin-seo, ma questa volta ha perso per 0-2.
A marzo 2025 ha vinto il Qiwang Sudorientale contro Ding Hao.

## Palmarès
| Nazionali               | Nazionali      | Nazionali      |
| Titolo                  | Vittorie       | Secondi posti  |
| ----------------------- | -------------- | -------------- |
| Coppa Ahan Tongshan     | 2 (2018, 2021) | 1 (2023)       |
| Campionato cinese di Go | 1 (2015)       |                |
| Coppa Weifu Fangkai     | 1 (2018)       |                |
| Longxing                | 1 (2021)       |                |
| Tianyuan                | 1 (2021)       | 1 (2022)       |
| CCTV Cup                | 1 (2020)       |                |
| GBA Cup                 |                | 1 (2021)       |
| Qiwang Sudorientale     | 1 (2025)       |                |
| Totale                  | 8              | 3              |
| Internazionali          |                |                |
| Titolo                  | Vittorie       | Secondi posti  |
| Samsung Fire Cup        | 1 (2016)       |                |
| Coppa Limin             | 1 (2015)       |                |
| Quzhou-Lanke Cup        | 1 (2023)       | 1 (2024)       |
| Agon Cup Cina-Giappone  | 2 (2018, 2021) |                |
| Nongshim Cup            |                | 2 (2023, 2024) |
| Totale                  | 5              | 3              |
| Totale                  |                |                |
| Totale                  | 13             | 6              |